# Paxi
Paxi (tiếng Hy Lạp: ?) là một khu tự quản ở vùng Ionia, Hy Lạp. Khu tự quản Paxi có diện tích 30 km², dân số theo điều tra ngày 18 tháng 3 năm 2001 là 2429 người.